# 旧检疫站岛
旧检疫站岛（義大利語：Lazzaretto Vecchio），旧称拿撒勒的圣玛丽岛（義大利語：Santa Maria di Nazareth）是意大利北部威尼斯潟湖中的一个岛，靠近威尼斯的利多。在1403年至1630年，该地建有医院，负责在瘟疫流行期间照顾人们，并作为麻风病人的聚集地，从而产生了英语中“检疫站”一词（lazaret和lazaretto）。它后来和其他岛屿一样被用作军事哨所，该岛占地2.53公顷。自2004年以来，考古学家在该地已挖掘出1500多具15至17世纪期间埋葬于此的瘟疫受害者骸骨。这些在个人和乱葬坑中都有发现。据报道，16世纪的死亡人数已达到每天500人。